# Raión de Kikvidze
El raión de Kikvidze (ruso: Кикви́дзенский райо́н) es un distrito administrativo y municipal (raión) ruso perteneciente a la óblast de Volgogrado. Se ubica en el noroeste de la óblast. Su capital es Preobrazhénskaya, que entre 1936 y 1998 se denominó "Kikvidze", topónimo que ha conservado desde entonces el raión.
En 2021, el raión tenía una población de 14 982 habitantes.
El raión es limítrofe al norte con la óblast de Sarátov. Su territorio es completamente rural.

## Subdivisiones
Comprende 35 localidades rurales, agrupadas en los siguientes diez asentamientos rurales:
- Grishin
- Dubrovski
- Yezhovka
- Zaviazka
- Kalachovski
- Kalinovski
- Mácheja
- Ozerki
- Preobrazhénskaya (la capital)
- Chernolagútinski